# مسیرهای عبور (مجموعه تلویزیونی)
مسیرهای عبور یا خطوط عبور (به انگلیسی: Crossing Lines)، یک مجموعه تلویزیونی محصول آلمان، فرانسه، ایتالیا و آمریکا است که توسط ادوارد آلن برنرو و رولا بائر ساخته شده‌است. این سریال در تاریخ ۹ ژوئن ۲۰۱۳ برای اولین بار در مراسم افتتاحیه پنجاهمین دوره جشنواره تلویزیونی مونت کارلو به نمایش درآمد. پس از آن در ۱۴ ژوئن ۲۰۱۳ در شبکه رای ایتایا پخش شد. سریال مسیرهای عبور در ۲۳ ژوئن ۲۰۱۳ به روی آنتن ان بی سی ایالات متحده آمریکا رفت. برنرو و بائر تهیه‌کننده‌های این مجموعه هستند. نتفلیکس پس از ساخت دو فصل از این سریال، ساخت فصل سوم را در ۱۹ فوریه ۲۰۱۵ اعلام کرد. سی بی سی کانادا فصل دوم این مجموعه را پخش کرد. فصل سوم مسیرهای عبور در ۱۵ سپتامبر ۲۰۱۵ آغاز شد.

## داستان
زندگی افسر سابق پلیس نیویورک، کارل هیکمن، پس از مجروح شدن در عملیات از هم پاشیده‌است. کارل به مورفین معتاد شده و به جمع‌آوری زباله در هلند مشغول است. سپس او در واحد ویژه جرم دیوان بین‌المللی کیفری شهر لاهه استخدام می‌شود. کارل و تیمش جرم‌های مختلفی را در سطح بین‌المللی بررسی می‌کنند. این واحد ضد جنایات سازمان یافته شامل یک متخصص امنیت از ایتالیا، یک متخصص فنی از آلمان، یک تحلیلگر جرائم و یک پژوهشگر قاچاق انسان از فرانسه، یک متخصص سلاح و یک مسئول تاکتیک نظامی از ایرلند شمالی است.

## قسمت‌ها

### فصل ۱ (۲۰۱۳)
شامل ۱۰ قسمت

### فصل ۲ (۲۰۱۴)
شامل ۱۲ قسمت

### فصل ۳ (۲۰۱۵)
شامل ۱۲ قسمت